# フューチャー・アイランズ
フューチャー・アイランズ（Future Islands）は、アメリカ合衆国メリーランド州ボルチモア出身のシンセポップロックバンド。
2008年にイギリスのレーベルUpset The Rhythmからデビューアルバム『Wave Like Home』をリリース。2010年には2作目のアルバム『In Evening Air』、2011年には3作目『On the Water』をThrill Jockeyからリリースする。2014年には4ADから4作目のアルバム『Singles』をリリース。リードシングル「Seasons (Waiting on You)」はピッチフォーク・メディアとNMEから2014年のベストソングに選ばれる。2014年3月に放送されたデヴィッド・レターマンのレイトショーでのパフォーマンスは、同番組のYouTubeで最も視聴された動画となった。2017年に5作目のアルバム『The Far Field』をリリース。

## 経歴

### 2003年 - 2005年: Art Lord & the Self-Portraits

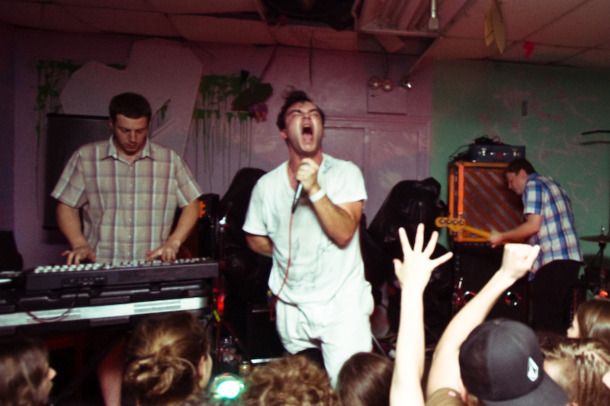
フューチャー・アイランズのライブ（2011年）

サム・ヘリング（Sam Herring）とゲリット・ウェルマーズ（Gerrit Welmers）はノースカロライナ州モアヘッド・シティで育ち、ニューポートの同じ中学校に通っていた。サム・ヘリングは13歳か14歳の時にヒップホップを始めており、ゲリット・ウェルマーズはメタルやパンクに興味を持っていたスケーターで、14歳の時に初めてギターを買った。ウィリアム・キャッションがギターを始めたのは13歳の頃で、10代の頃にいくつかのバンドを組んでいた。
ウィリアム・キャッションがサム・ヘリングの美術史の試験勉強を手伝っていた時にバンドのアイディアを思いつき、2003年2月14日に初ライブを行なう。後にサム・ヘリングがゲリット・ウェルマーズもバンドに参加するように誘った。
フューチャー・アイランズの前身バンドにあたるArt Lord & the Self-Portraitsはすぐに地元での評判を得て、アメリカ南東部のアンダーグラウンドな会場でツアーを行なうなど精力的に活動した。2005年9月に他のメンバーが脱退し、残ったメンバーはバンドを解散した。

### 2006年 - 現在: Future Islands

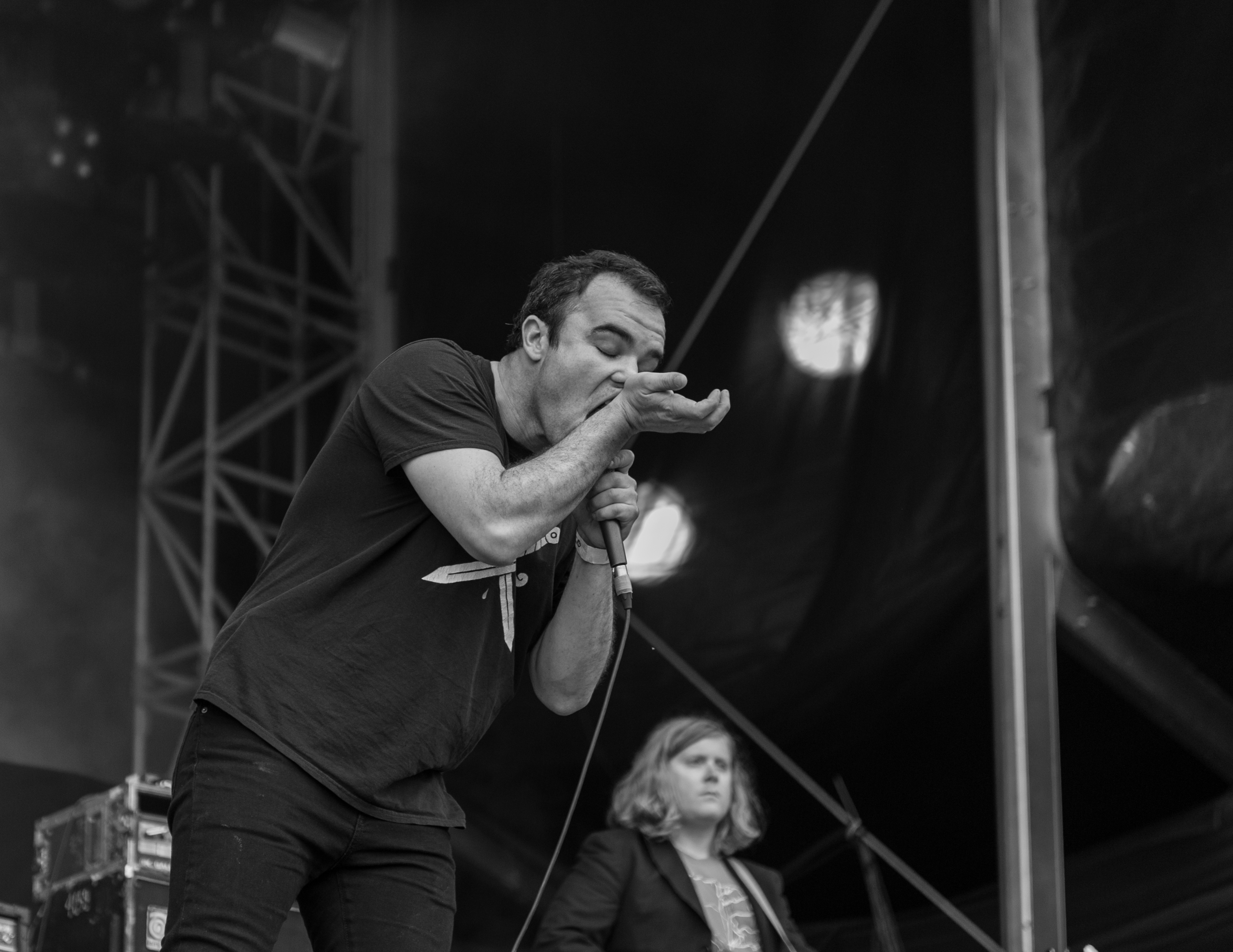
ライブで歌うサム・ヘリング（2015年）

2006年初頭にフューチャー・アイランズを結成し、2008年にイギリスのレーベルUpset The Rhythmからデビューアルバム『Wave Like Home』をリリースする。
2010年には2作目のアルバム『In Evening Air』をThrill Jockeyからリリース。
2011年、3作目のアルバム『On the Water』をThrill Jockeyからリリースする。
2014年には4ADから4作目のアルバム『Singles』をリリース。リードシングル「Seasons (Waiting on You)」はピッチフォーク・メディアとNMEから2014年のベストソングに選ばれた。2014年3月に放送されたデヴィッド・レターマンのレイトショーで披露した「Seasons (Waiting on You)」は、サム・ヘリングの独特のパフォーマンスが大きな話題を呼び、同番組のYouTubeで最も視聴された動画となった。
2017年、5作目のアルバム『The Far Field』を4ADからリリース。
2020年、6作目のアルバム『As Long As You Are』を4ADからリリース。

## メンバー
- サミュエル・T・ヘリング（Samuel T. Herring） - ボーカル
  - サム・ヘリングは、Hemlock Ernst名義でラッパーとしても活動している
- ウィリアム・キャッション（William Cashion） - ベース、ギター
- ゲリット・ウェルマーズ（Gerrit Welmers） - キーボード、プログラミング

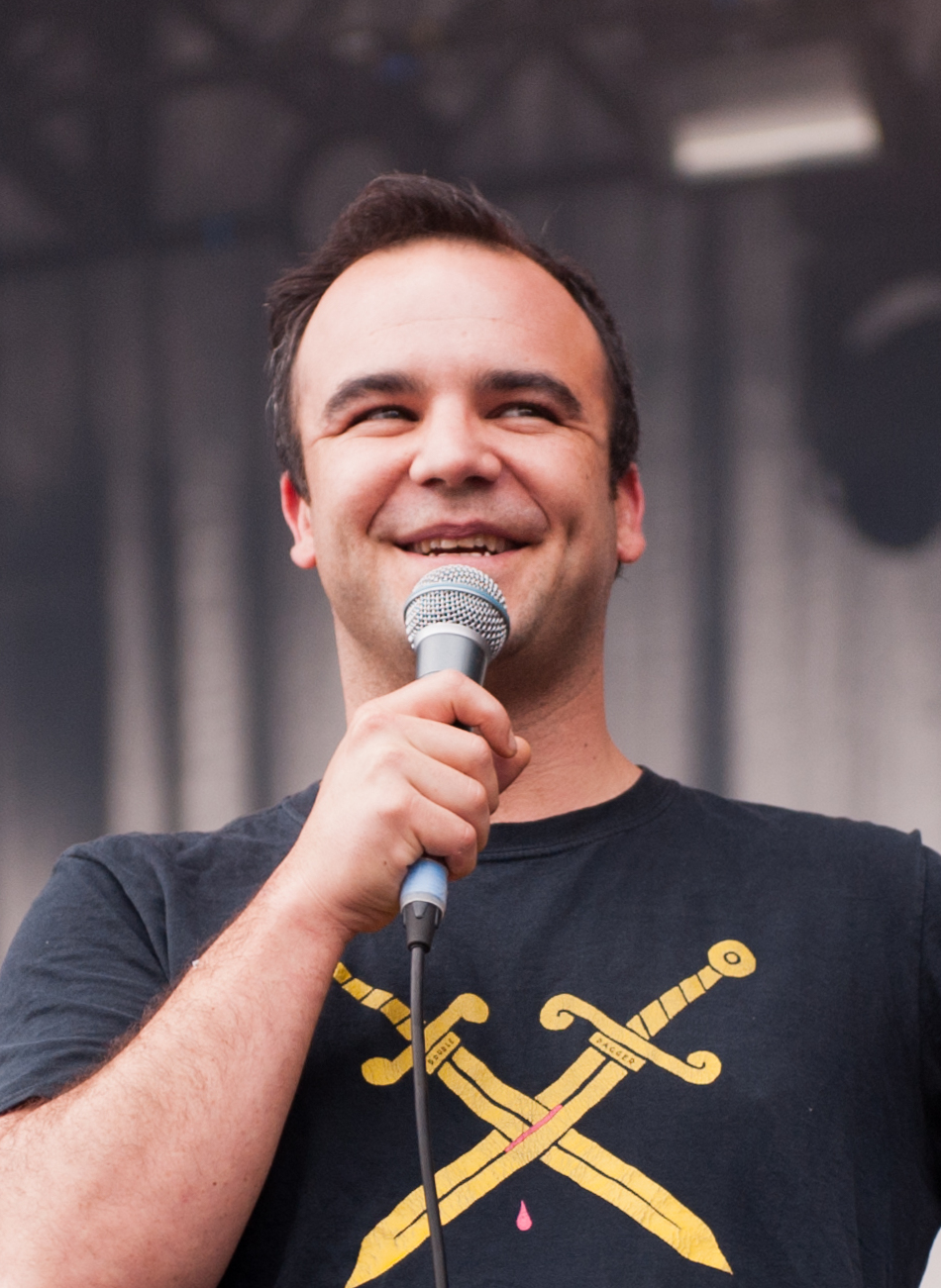
サム・ヘリング（ボーカル）
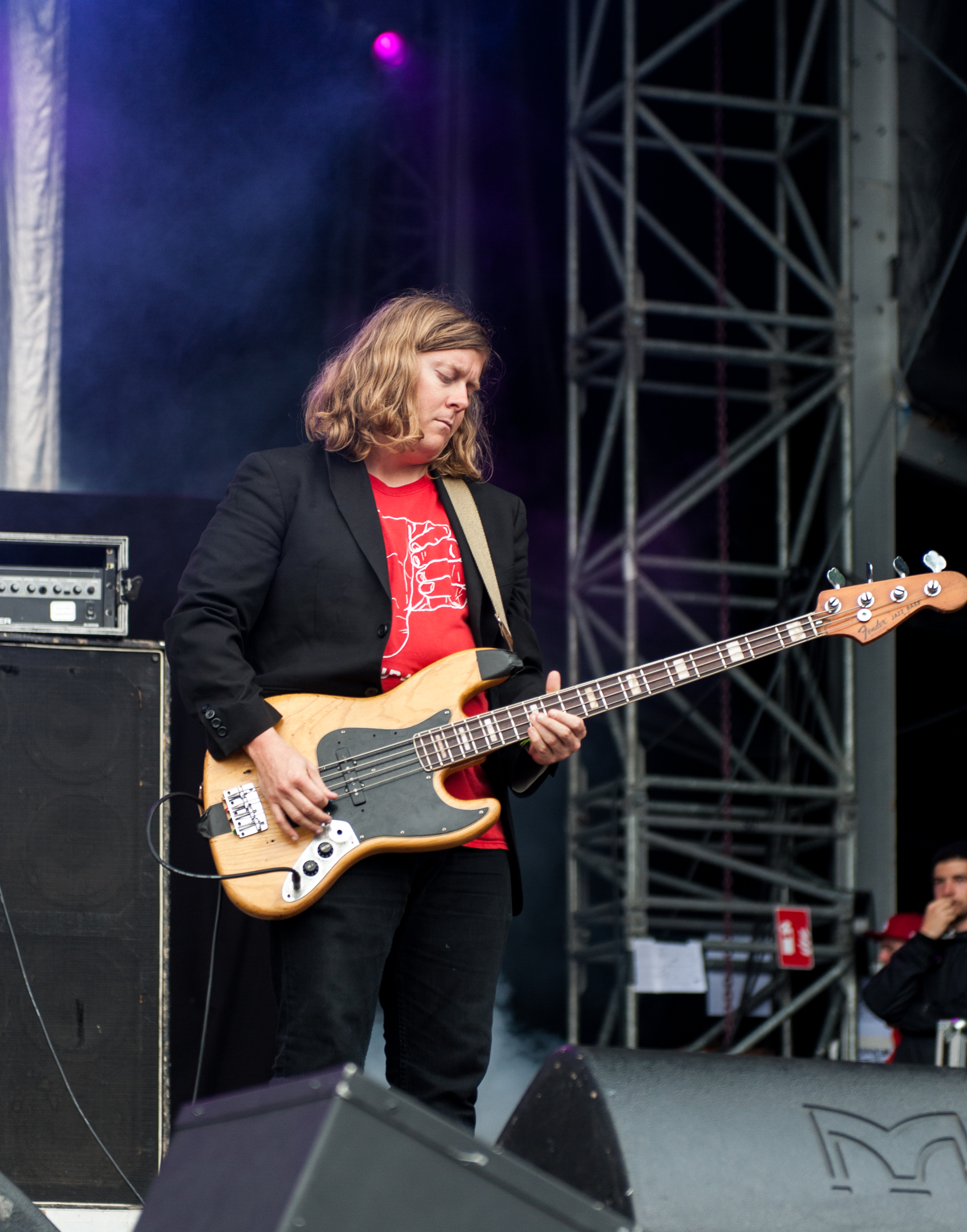
ウィリアム・キャッション（ベース）
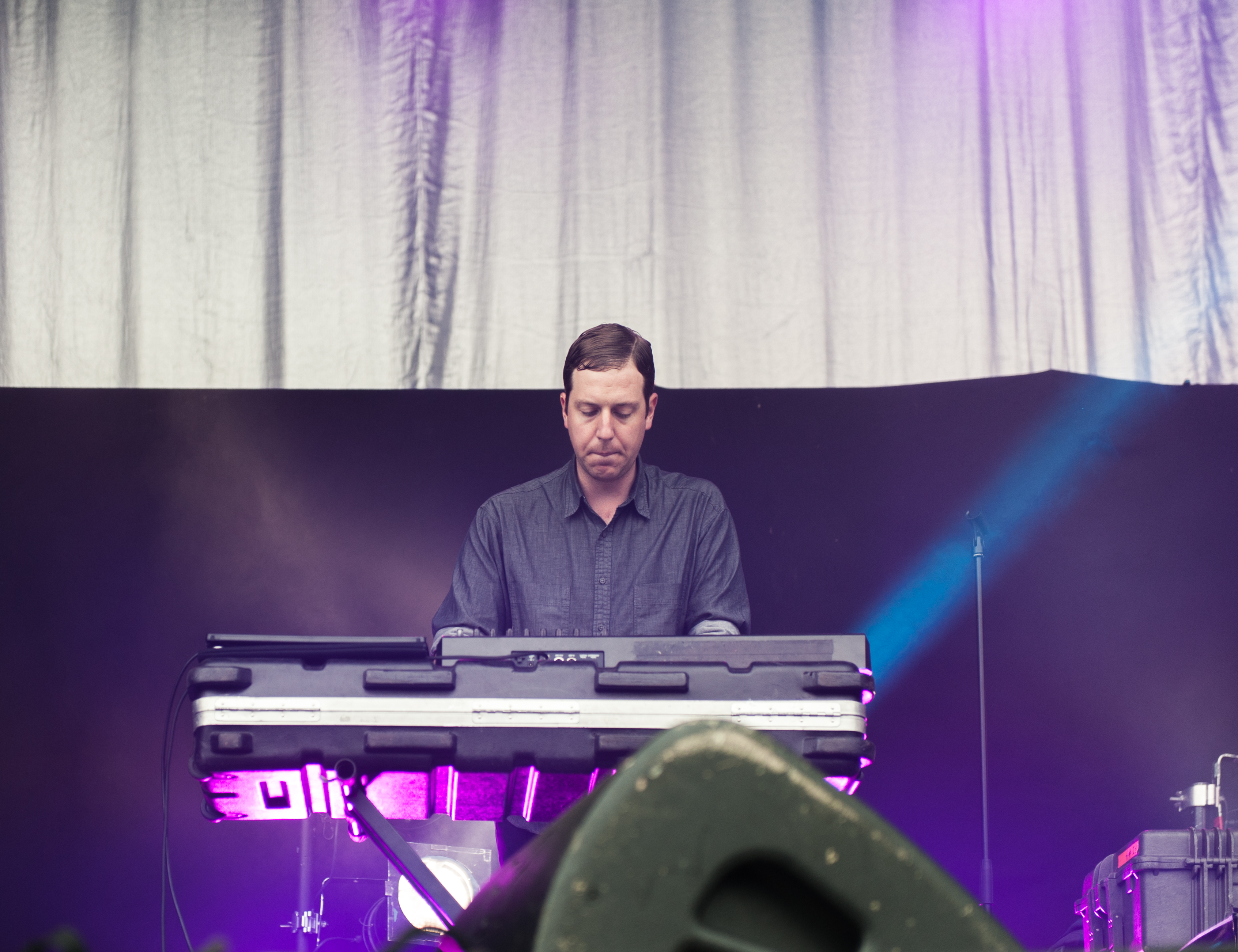
ゲリット・ウェルマーズ（キーボード）

## ディスコグラフィー

### アルバム
- Wave Like Home / ウェーヴ・ライク・ホーム（2008年）
- In Evening Air / イン・イブニング・エアー（2010年）
- On the Water / オン・ザ・ウォーター（2011年）
- Singles / シングルス（2014年）
- The Far Field / ザ・ファー・フィールド（2017年）
- As Long As You Are / アズ・ロング・アズ・ユー・アー（2020年）

## 日本公演
- 2017年
  - 12月18日、東京 渋谷WWW X